# Carla Orsini
 Carla María Orsini (Avellaneda, 26 de mayo de 1983) es una médica pediatra argentina y comunicadora en salud, principalmente reconocida por la divulgación de información pediátrica para madres, padres y cuidadores, haciendo hincapié en la crianza respetuosa.
Su principal canal de comunicación es la red social Instagram y es autora del libro "Cien preguntas y respuestas sobre crianza respetuosa", que lleva vendidos más de 8000 ejemplares.
Es miembro titular de la Sociedad Argentina de Pediatría e instructora de sobrepeso y obesidad en Atención Primaria de la Salud y referente de salud escolar.

## Biografía
Nació en la Localidad de Avellaneda, provincia de Buenos Aires, lugar donde vivió y curso sus estudios primarios y secundarios. 
Entre 2001 y 2008 cursó sus estudios de medicina en la Universidad de Buenos Aires y entre 2010 y 2014 realizó su residencia en pediatría en el Hospital de Niños Dr. Ricardo Gutiérrez.
En 2018 lanzó su espacio en la red social Instagram "Carla Orsini, Pediatra y mamá" donde comparte información médico-pediátrica, recomendaciones sobre crianza e incluso segmentos de humor sobre estas temáticas.
En abril de 2021 se convirtió en el rostro médico de una publicidad de Ibuprofeno pediátrico.
Además ejerce su profesión en el CESAC N° 31, ubicado en el barrio de Flores, en las cercanías del Barrio 1-11-14, de la Ciudad de Buenos Aires y de forma particular.